# 거제 총명사 예념미타도량참법
거제 총명사 예념미타도량참법(巨濟 聰明寺 禮念彌陀道場懺法)은 대한민국 경상남도 거제시 총명사에 있는 책이다. 2015년 10월 29일 경상남도의 유형문화재 제592호로 지정되었다가 2024년 2월 21일 보물로 승격되었다. 

## 개요
예념미타도량참법(禮念彌陀道場懺法)은 아미타불의 원력에 의해서 사후(死後)에 서방 극락정토의 왕생을 염원하는 사람들을 위한 정토신앙의 입문서로서, 아미타염불 신앙의 핵심이 요약되어 있다.
이 책은 5권(권6-10) 1책의 목판본(木板本)이다. 권6은 25장, 권7은 24장, 권8은 15장, 권9는 22장, 권10은 20장, 권10의 말미에 수록된 발문(跋文)은 3장으로 확인된다.
제첨서명은 ‘미타참법(彌陀懺法)으로 묵서로 기록되어 있다. 제첨의 길이는 세로 20.6cm이고 가로는 4cm로 최근에 개장한 것으로 추정된다.
권수제(卷首題)는 ‘예념미타도량참법(禮念彌陀道場懺法)’, ‘판심제(版心題)는 ‘미타참(彌陀懺)’으로 확인된다. 권말에는 ‘成化十年秋八月日…金守溫奉敎謹跋’이라는 간행기록(刊記)이 있어서 1474년 판이라는 것을 알 수 있다.
비록 이 책의 제1권부터 제5권으로 구성되어 있는 ‘제1책’은 산실(散失)되어 결락(缺落)되었다. 하지만, 현존하는 ‘제2책’에서 위와 같은 김수온의 발문이 남아 있어서, 이 책의 간행 경위와 의의 등을 파악할 수 있는 중요한 조선 초기의 고서중 귀중서(貴重書)이다.

## 참고 자료
- 거제 총명사 예념미타도량참법 - 국가유산청 국가유산포털